# Asesinato de Jaclyn Dowaliby
Jaclyn Marie Dowaliby (Chicago, Illinois; 17 de mayo de 1981 - Midlothian, Illinois; 10 de septiembre de 1988) fue una niña estadounidense que fue secuestrada en su domicilio y asesinada por una o varias personas desconocidas. Su cuerpo estrangulado fue descubierto cuatro días después en un terreno baldío de Blue Island.
La madre y el padrastro de Dowaliby fueron juzgados por su asesinato en 1990; su madre fue absuelta, aunque su padre adoptivo, David Dowaliby, fue declarado culpable de su asesinato y condenado a 45 años de prisión. Su condena fue posteriormente anulada y salió de prisión en noviembre de 1991. El caso sigue sin resolverse y ha sido descrito como uno de los casos sin resolver más infames del área metropolitana de Chicago.

## Primeros años
Jaclyn Dowaliby nació el 17 de mayo de 1981 en Chicago (Illinois), y fue la primera y única hija de James «Jimmy» y Cynthia Guess. La pareja se había conocido en la década de 1970 en una pista de patinaje donde trabajaba el padre de Jaclyn, cuando su madre era una adolescente y su padre tenía poco más de veinte años; los dos comenzaron una relación que duró siete años, pero se separaron poco antes del nacimiento de Jaclyn. Poco después, los padres de Jaclyn se enzarzaron en una amarga disputa por su custodia, que finalmente ganó Cynthia.
En 1982, la madre de Jaclyn conoció a David Dowaliby, con quien se casó cuando su hija tenía dos años. Seis meses después de su boda, David Dowaliby adoptó legalmente a Jaclyn, quien veía a Dowaliby como su padre y, al no haber visto a su padre desde la infancia, según se informa, creía que lo era. Un año más tarde, en 1984, nació su medio hermano, David Jr. Se observó que la familia era cariñosa y muy unida, y un vecino recordaba: «Eran una familia cariñosa; siempre abrazaban a sus hijos... nunca les gritaban. Ni siquiera les daban azotes; les enviaban a sus habitaciones o les quitaban las bicicletas. No creían en el castigo físico».
Jaclyn ha sido descrita como una niña feliz, «alegre» y contenta, a la que le gustaba jugar con muñecas y era popular entre sus compañeros de la escuela primaria Central Park. Su madre trabajaba en el departamento de dietética del Oak Forest Hospital y su padrastro era capataz de construcción en Rax Erecting Service.
En 1988, la familia residía en una casa de una sola planta de estilo ranchero en la calle 148, en una zona de clase media de Midlothian (Illinois), rodeada de varias reservas naturales. La casa era propiedad de la madre de David Dowaliby, Anna, que también residía en la vivienda y dormía en una habitación del sótano. Ese verano, Cynthia descubrió que estaba embarazada de su tercer hijo.

## Hechos del 9 al 10 de septiembre de 1988
La tarde del 9 de septiembre de 1988, Cynthia llevó a sus dos hijos a cenar a un Kentucky Fried Chicken local, mientras su marido visitaba una bolera de Blue Island con unos amigos. Regresó a casa a las 21:20 horas y encontró a su mujer y a sus hijos en casa con dos familiares, que se marcharon poco después.
A las 22:30 de esa noche, Jaclyn, que entonces tenía siete años, se puso el camisón y le dio un beso de buenas noches a su madre antes de meterse en la cama con un catálogo de Sears, que comenzó a leer. Su padrastro se retiró a dormir aproximadamente a la misma hora.
Aproximadamente a las 23 horas, la madre de Jaclyn fue a ver cómo estaba su hija y la encontró profundamente dormida en su cama; Cynthia apagó la luz del dormitorio de su hija y se fue a dormir, dejando las puertas de los dormitorios de sus dos hijos entreabiertas. Ambos padres insistieron en que habían dormido profundamente toda la noche y no habían oído nada extraño.

### Secuestro
A las 8 de la mañana del 10 de septiembre, David Dowaliby se despertó. Según las declaraciones que prestó a la policía, le sorprendió no ver a Jaclyn despierta y viendo dibujos animados en el salón. Al revisar su habitación, David observó que la niña no estaba durmiendo ni jugando con juguetes en el suelo de su habitación, aunque sí vio una maleta abierta —con la que Jaclyn jugaba de vez en cuando— sobre su cama y los cajones de su cómoda abiertos, con su ropa desordenada. A excepción de la manta de la niña, no faltaba nada en su habitación.
Al principio, David supuso que Jaclyn estaría jugando fuera con una amiga y se sentó a ver dibujos animados con su hijo. Una hora más tarde, despertó a Cynthia para llevarle una taza de café y le comentó que creía que Jaclyn estaba jugando fuera; Cynthia se alarmó rápidamente por la ausencia de su hija.
Tras registrar la casa, no encontraron rastro alguno de Jaclyn, aunque los Dowaliby observaron que la puerta de la cocina de su propiedad, que normalmente permanecía cerrada con llave por la noche, estaba ligeramente entreabierta. Después de pasar brevemente por la casa de un vecino para preguntar si Jaclyn estaba jugando con un amigo, David y Cynthia Dowaliby regresaron a su casa y observaron que la puerta mosquitera de una ventana del sótano había sido cortada o rasgada y que la ventana había sido destrozada, a través de la cual alguien había desbloqueado la ventana como posible punto de entrada a la propiedad. Los Dowaliby denunciaron entonces la desaparición de su hija al Departamento de Policía de Midlothian.

## Investigación
La policía de Midlothian inició inmediatamente una intensa búsqueda para localizar a la niña que implicó el uso de vehículos todoterreno y perros de búsqueda y rescate. Los agentes contaron con la ayuda de los bomberos locales y numerosos voluntarios civiles en la búsqueda de las zonas de interés, y una unidad de búsqueda y recuperación submarina dragó un pantano situado cerca de la casa de los Dowaliby. La Guardia Costera de Estados Unidos también llevó a cabo una búsqueda aérea del niño, sin éxito. Además, se distribuyeron numerosos folletos con la foto de la joven desaparecida por todo el condado de Cook y los amigos y vecinos de la familia ataron numerosas cintas amarillas a los robles de las calles que rodeaban la casa de los Dowaliby en un gesto simbólico de esperanza y solidaridad.
El examen forense de la casa en sí proporcionó pocas pistas, aunque el examen de la ventana rota del sótano reveló una capa uniforme de polvo en el alféizar de la ventana dentro de la casa y ningún pelo o fibra depositados recientemente en esta superficie, lo que indicaba que el intruso o intrusos no habían entrado en la propiedad por este método; sin embargo, se descubrió una mancha descrita como una «marca indeterminada en la pared» directamente debajo de esta ventana. Tanto esta mancha como otras marcas observadas en la puerta principal de la propiedad eran inadecuadas para permitir la obtención de huellas dactilares.
Más allá de la ventana dañada, la manta desaparecida de la niña y el ligero desorden en su dormitorio, situado justo enfrente de la habitación de sus padres, la casa presentaba pocos signos de entrada forzada, aunque un examen forense de la almohada de Jaclyn reveló un cabello humano que, según los informes policiales, procedía de un individuo negroide. Los padres insistieron en que no habían oído nada extraño la noche anterior, y al interrogar a los vecinos se descubrió que ellos tampoco habían visto ni oído nada extraño en las primeras horas del 10 de septiembre. La ventana rota del sótano estaba lejos de la habitación de Jaclyn, y cualquier secuestrador que entrara por allí tendría que subir las escaleras y recorrer un pasillo con suelos que chirriaban mucho para llegar a la habitación de la niña. Estos factores llevaron a los investigadores a creer que el autor del delito podía estar familiarizado con la distribución de la casa.

### Teorías iniciales
Como se sabe que el padre biológico de Jaclyn intentó una vez entrar en la casa de los Dowaliby para secuestrar a su hija tras no conseguir la custodia de esta, James Guess se convirtió en el principal sospechoso de su secuestro; sin embargo, la policía pronto lo descartó como sospechoso al saber que estaba encarcelado en Florida desde el 23 de mayo, tras haber sido condenado a siete años de prisión por dos delitos de agresión sexual, un delito de amenaza con arma mortal y un delito de intento de agresión sexual.
Inicialmente, un portavoz de la policía confirmó la probabilidad de que Jaclyn hubiera sido víctima de un secuestro, y que su secuestrador o secuestradores probablemente hubieran salido de la casa con la niña por la puerta de la cocina, aunque las autoridades afirmaron que mantenían una actitud abierta en cuanto al motivo real de su desaparición; Sin embargo, al no haberse exigido ningún rescate, al día siguiente del secuestro de Jaclyn, las autoridades estatales y locales solicitaron la participación del FBI en la búsqueda para localizar a la niña.
En los días inmediatamente posteriores al secuestro de su hija, los Dowaliby accedieron de buen grado a cualquier petición de la policía para ayudar en la investigación en curso. El 13 de septiembre, se pidió a David Dowaliby que se sometiera a una prueba de polígrafo, a lo que accedió. La prueba de polígrafo se realizó en Chicago y, según David, el FBI le informó de que el examen indicaba la veracidad de sus respuestas.

### Descubrimiento
Aproximadamente a las 17:45 horas del 14 de septiembre de 1988, un hombre llamado Michael Chatman descubrió el cuerpo de Jaclyn abandonado en un terreno baldío cerca de un contenedor de basura que daba servicio a un pequeño complejo de apartamentos llamado Islander Apartments, en la ciudad de Blue Island, a unos 10 km de su casa. El cuerpo yacía en una zona cubierta de maleza, al borde de una pequeña zona boscosa con vistas al río Calumet. Chatman declararía más tarde que, al aparcar su vehículo, le llamó la atención un olor pútrido y, al investigar, vio una cabeza y un brazo que sobresalían de una manta morada y blanca que ocultaba todo su cuerpo por debajo del torso. El cuerpo fue trasladado a la oficina del médico forense del condado de Cook y al día siguiente fue identificado formalmente mediante los registros dentales.
La autopsia realizada por el doctor Robert Stein reveló que la pequeña había sido estrangulada con un trozo de cuerda de dos pies que aún estaba anudado alrededor de su cuello. Su cuerpo estaba vestido con su camisón morado, aunque le habían quitado la ropa interior y la habían tirado cerca de su cuerpo. Tanto la intemperie como la presencia de gusanos impidieron un examen forense detallado de la ropa de la niña, aunque se descubrió un solo cabello de origen caucásico dentro de su ropa interior y un solo cabello procedente de un individuo negroide en la sección de cuerda alrededor de su cuello. Además, sus uñas presentaban restos de sangre del tipo O; este tipo de sangre era el mismo que el de Jaclyn y toda su familia inmediata, con la excepción de David Sr., cuyo tipo de sangre era el A.
Debido a la avanzada descomposición del cuerpo de Jaclyn, Stein no pudo determinar si había sido objeto de una agresión sexual antes o después de su muerte, aunque no pudo descartar esa posibilidad. Además, la avanzada descomposición y la infestación de gusanos en sus restos llevaron al forense a estimar que había sido asesinada probablemente en algún momento de la mañana del 10 de septiembre.

## Investigaciones adicionales
Antes del hallazgo del cuerpo de Jaclyn, y tras descartar a su padre biológico como sospechoso, los investigadores habían seguido dos líneas de investigación: que la niña había sido secuestrada por alguien ajeno a la familia, o que uno o ambos padres eran los responsables. El hecho de que el polvo del alféizar de la ventana del sótano no se hubiera alterado y que, evidentemente, el intruso no hubiera entrado en la propiedad por ese medio llevó a los investigadores a suponer que el allanamiento por la ventana del sótano había sido simulado. El día en que se descubrió el cadáver de la niña, David fue llamado de nuevo a la comisaría para someterse a una prueba de polígrafo; en esta ocasión, se le informó de que los resultados no eran concluyentes. A mitad de un interrogatorio de cinco horas, se informó a David de que se había descubierto el cadáver de una niña en Blue Island. Cynthia estaba respondiendo a las preguntas de dos agentes de policía en su casa cuando recibió la noticia del descubrimiento; se derrumbó y rompió a llorar.

### Testigos oculares
El interrogatorio policial a los residentes de los apartamentos Islander dio como resultado un testigo ocular llamado Everett Mann, quien informó a los investigadores el 16 de septiembre que, aproximadamente a las 2 de la madrugada del 10 de septiembre, había observado un Chevrolet Malibu «de color oscuro» aparcado cerca del contenedor de basura donde se descubrió el cadáver de Jaclyn. Su atención se había centrado en este vehículo cuando el conductor encendió los faros del coche mientras Mann aparcaba el suyo.
Mann no estaba seguro del color real del vehículo, que describió a los investigadores como «azul oscuro, azul marino, negro o marrón oscuro»; sin embargo, más tarde identificó positivamente una fotografía de David Dowaliby en una rueda de reconocimiento policial como la persona que había visto dentro del vehículo. Su identificación se basó en gran medida en que el puente nasal distintivo de David era similar al del conductor del vehículo.
El 17 de septiembre, tras una misa celebrada en la iglesia de San Cristóbal a la que asistieron más de doscientas personas, Jaclyn fue enterrada en el cementerio de Evergreen Park. Dos días después, la policía volvió a registrar la casa de los Dowaliby. En esta ocasión se confiscaron numerosos objetos, además del coche familiar, un Chevrolet Malibu azul claro, que fue sometido a un minucioso examen forense. Este examen reveló varios cabellos humanos que se cree que pertenecían a Jaclyn, pero no se encontraron pruebas concluyentes de que el vehículo se hubiera utilizado para transportar un cadáver. Poco después, los Dowaliby contrataron a dos abogados llamados Ralph Meczyk y Lawrence Hyman, quienes les aconsejaron que se negaran a hablar con los investigadores a menos que ellos les indicaran lo contrario. Poco después, basándose en lo que se describió a la prensa como «pruebas excelentes», ambos Dowaliby fueron arrestados y acusados del asesinato en primer grado de su hija. A ambos se les denegó la libertad bajo fianza y David Jr. fue puesto bajo tutela temporal antes de ser entregado al cuidado de una tía y un tío.

### Cargos formales
El 22 de noviembre de 1988, David y Cynthia fueron arrestados y acusados del asesinato de su hija. David fue arrestado mientras se dirigía a su lugar de trabajo; Cynthia fue arrestada en su casa. Al día siguiente, un gran jurado acusó a la pareja, atestiguando que habían asesinado a Jaclyn e intentado ocultar el homicidio. Las pruebas presentadas en esta vista fueron la supuesta identificación de David por parte de Mann en la madrugada del 10 de septiembre cerca del contenedor de basura donde se había descubierto su cuerpo cuatro días después, y el testimonio inicial que indicaba que la ventana del sótano de la casa de los Dowaliby había sido rota desde dentro y no desde fuera. Fueron detenidos y acusados formalmente, pero posteriormente quedaron en libertad bajo fianza en días sucesivos del mes siguiente, a la espera de juicio. Los gastos de la fianza de ambos fueron sufragados por familiares y amigos, que se mantuvieron firmes en su convicción de la inocencia de los Dowaliby.

### Avances forenses adicionales
Al día siguiente de la acusación de los Dowaliby, un nuevo informe forense dictaminó que las roturas concéntricas y las marcas de tensión evidentes en la ventana del sótano indicaban que el cristal había sido roto desde el exterior, y que el autor había perforado el cristal para reducir el ruido de la rotura antes de retirar varias secciones grandes de cristal y colocarlas cuidadosamente en el suelo.
Cynthia dio a luz a su tercera hija en la primavera de 1989 y la llamó Carli. Con su consentimiento, la niña quedó bajo la tutela de sus padres antes del juicio.

## Juicio
El juicio contra David y Cynthia Dowaliby comenzó el 5 de abril de 1990. La pareja fue juzgada conjuntamente en el condado de Cook ante el juez Richard E. Neville del Tribunal de Circuito del Condado de Cook. Los fiscales fueron Patrick O'Brien y George Velcich; Cynthia fue defendida por Lawrence Hyman y David por Ralph Meczyk. Siguiendo el consejo de sus respectivos abogados, ninguno de los acusados testificó durante el juicio.
En su declaración inicial ante el jurado, la fiscalía sostuvo que ambos padres eran culpables del asesinato por estrangulamiento de su hija y del ocultamiento de su homicidio, y que ambos también intentaron ocultar su crimen simulando el secuestro de su hija y haciendo hincapié en que los investigadores no habían encontrado pruebas de que se hubiera forzado la entrada a la propiedad. Estas afirmaciones fueron refutadas por sus abogados en sus respectivas declaraciones iniciales, y el abogado de David, Ralph Meczyk, afirmó: «Es tan extraño, tan raro, tan infernal que la madre y el padre que amaban a esa niña fueran acusados de su asesinato». Ambos también hicieron referencia a la falta de pruebas contra sus clientes.

### Testimonios de testigos
El principal testigo de la acusación que declaró en el juicio de los Dowaliby fue el testigo ocular Everett Mann, quien declaró haber visto la silueta de una persona caucásica, que creía que era un hombre, con un puente nasal prominente, sentada dentro de un coche aparcado a una distancia de setenta y cinco yardas aproximadamente a las 2 de la madrugada del 10 de septiembre, antes de que el vehículo se alejara del lugar. Mann declaró que el vehículo estaba aparcado cerca del lugar donde se descubrió el cuerpo de Jaclyn cuatro días después.
Durante el contrainterrogatorio, Mann admitió que inicialmente había descrito el vehículo que había visto como un Chevrolet Malibu «modelo de finales de los años 70», posiblemente de color azul oscuro, mientras que los Dowaliby poseían un Chevrolet Malibu modelo 1980 de color azul claro, cuyo diseño era notablemente diferente al de los modelos fabricados en dicho período de tiempo. También admitió que la iluminación del aparcamiento en ese momento limitaba su visión y que no podía determinar de forma concluyente si la persona era hombre o mujer, negra o blanca, aunque en su réplica, la fiscalía reiteró al jurado que Mann había identificado a David en una rueda de reconocimiento policial.
Otros dos testigos que prestaron testimonio ocular en el juicio fueron personas que afirmaron haber visto el vehículo de Cynthia cerca del lugar donde se recuperó el cuerpo de Jaclyn; sin embargo, dos vecinos contradijeron posteriormente este testimonio al declarar que el vehículo de Cynthia estaba aparcado fuera de su casa en el momento en que ellos afirmaron haberlo visto en Blue Island. Una de estas testigos era su vecina de al lado, Holly Deck, quien declaró bajo juramento que se había despertado aproximadamente a las 2:10 horas de la madrugada del 10 de septiembre para ir al baño y que, al entrar en la cocina después, había observado el Malibu de los Dowaliby desde la ventana de su cocina mientras bebía un vaso de agua.
La principal prueba física presentada en el juicio fue la cuerda utilizada para estrangular a Jaclyn. Un amigo del barrio de los hijos de los Dowaliby, Jeffrey Kolaczek, testificó que había visto a David Jr. jugando con «el mismo tipo» de cuerda utilizada para estrangular a Jaclyn y que, tras su secuestro y asesinato, nunca volvió a ver a David Jr. haciéndolo. También testificó sobre la cuerda Anna Dowaliby, quien contradijo su testimonio anterior ante los investigadores de haber visto una cuerda similar en la casa, pero mantuvo en el juicio que se había equivocado en su testimonio anterior. En su réplica, los abogados defensores de los Dowaliby atacaron la credibilidad del testimonio de Kolaczek haciendo hincapié en la vaguedad de su testimonio, al tiempo que citaban la edad de Kolaczek y sostenían que, incluso si la cuerda procedía de la casa de los Dowaliby, el autor del crimen bien podría haberla tomado para inmovilizar y asesinar a Jaclyn.
También se prestó atención y se presentó como prueba una almohada manchada de sangre recuperada del dormitorio de Jaclyn y cabello humano encontrado en el vehículo de los Dowaliby que se creía que era suyo; esta prueba fue refutada por la defensa, ya que el análisis tipológico no pudo identificar el origen de la sangre y las muestras de cabello no se clasificaron como procedentes de Jaclyn.

## Veredictos

### Absolución de Cynthia Dowaliby
En el juicio contra los Dowaliby se presentaron más de cuarenta testigos y casi doscientas pruebas. Poco antes de que concluyera el juicio, el juez Neville se reunió en privado con ambos abogados y declaró que no había pruebas suficientes contra Cynthia, pero que el caso contra David continuaría. Así, Cynthia fue absuelta formalmente el 2 de mayo.

### Condena de David Dowaliby
David fue condenado por el asesinato de Jaclyn el 3 de mayo de 1990, tras tres días de deliberaciones del jurado antes de llegar a su veredicto. El 10 de julio fue condenado formalmente a cumplir penas consecutivas de cuarenta años por su asesinato y cinco años adicionales por ocultar un homicidio.
Inmediatamente antes de que el juez Neville dictara sentencia, David volvió a proclamar su inocencia antes de afirmar que siempre querría a Jaclyn «para siempre en mi corazón».

## Revocación de la condena
En octubre de 1991, un tribunal de apelación revocó por unanimidad la condena de David Dowaliby, dictaminando que las pruebas presentadas contra él en el juicio eran tan insuficientes para garantizar su condena como las presentadas contra su esposa, y que la condena de David no podía sostenerse basándose únicamente en la prueba de que había tenido la oportunidad de cometer el delito, simplemente porque él y su esposa eran los únicos adultos que se encontraban en la casa la noche del secuestro de Jaclyn.
Al conocer estos acontecimientos, el fiscal del condado de Cook, Jack O'Malley, anunció su intención de apelar esta decisión ante el Tribunal Supremo de Illinois; estas objeciones fueron desestimadas el 11 de noviembre, y el Tribunal Supremo dictaminó que David, entonces de 34 años, fuera puesto en libertad bajo fianza de 400 000 dólares. Esta fianza se pagó el 13 de noviembre.

## Hechos posteriores
Un año después de su absolución, el 11 de marzo de 1991, Cynthia Dowaliby recuperó la custodia de sus dos hijos supervivientes. El juez Robert Smierciak le concedió la custodia. Al conocer esta decisión, Cynthia informó a los periodistas: «Ahora es la libertad. Ahora vuelvo a la normalidad». También prometió seguir luchando por la liberación de su marido. Tras su liberación, David Dowaliby volvió a vivir con su esposa y sus dos hijos. Posteriormente, la pareja cambió de nombre y desde entonces se ha negado a responder a las solicitudes de entrevistas de los medios de comunicación.
El 4 de enero de 1993, un portavoz de la Fiscalía del Condado de Cook anunció que los fiscales estaban revisando activamente nuevas pruebas que indicaban la posibilidad de que el tío paterno de Jaclyn, Timothy Randall Guess, un individuo conocido por padecer una enfermedad mental, pudiera haber sido el autor de su secuestro y asesinato, aunque este individuo se negó a comentar si la investigación se había reabierto realmente. No se produjeron avances significativos en relación con esta línea de investigación.
Timothy Guess murió de cáncer de vejiga en diciembre de 2002 a la edad de 41 años. Ninguna otra persona ha sido detenida ni condenada por el secuestro y asesinato de Jaclyn. Su asesinato sigue sin resolverse.